# Niphoparmena bispinosa
Niphoparmena bispinosa är en skalbaggsart som beskrevs av Aurivillius 1903. Niphoparmena bispinosa ingår i släktet Niphoparmena och familjen långhorningar. Inga underarter finns listade i Catalogue of Life.